# Shove It
Shove It — дебютный альбом британской рок-группы The Cross, стилистически представляет собой смесь рока и танцевальной музыки. Был выпущен 25 января 1988 года.

## Об альбоме
Американская и британская версии альбом имеют разный трек-лист. В английском издании вокал в Heaven for Everyone исполняет Фредди Меркьюри, в американской — Роджер Тейлор. CD-версия альбома заканчивается ремиксом композиции «Shove It» — «The 2nd Shelf Mix», LP-версия же заканчивается 50-секундным окончанием этого микса, добавленным в конец песни «Rough Justice» (также эта версия «Rough Justice» появляется на американском CD).

## Список композиций
Автор всех песен — Роджер Тейлор

### Английское издание
Сторона 1
1. «Shove It» — 3:28
2. «Cowboys and Indians» — 5:53
3. «Contact» — 4:54
4. «Heaven for Everyone» (Freddie Mercury on lead vocals) — 4:54

Сторона 2
1. «Stand Up for Love» — 4:22
2. «Love on a Tightrope (Like an Animal)» — 4:49
3. «Love Lies Bleeding (She Was a Wicked, Wily Waitress)» — 4:25
4. «Rough Justice» — 3:22

CD-бонус трек
1. «The 2nd Shelf Mix» — 5:50

### Американское издание
1. «Love Lies Bleeding (She Was a Wicked, Wily Waitress)» — 4:25
2. «Shove It» — 3:28
3. «Cowboys and Indians» — 5:53
4. «Contact» — 4:54
5. «Heaven for Everyone» (Roger Taylor on lead vocals) — 4:54
6. «Feel the Force» — 3:44
7. «Stand Up for Love» — 4:22
8. «Love on a Tightrope (Like an Animal)»
9. «Rough Justice» — 3:22

## Участники записи
- Роджер Тейлор — вокал и ритм-гитара
- Спайк Эдни — клавишные и вокал
- Джош Макрэ — ударные
- Клейтон Мосс — гитара
- Питер Нун — бас-гитара

приглашённые музыканты
- Брайан Мэй — гитара на «Love Lies Bleeding (She Was a Wicked, Wily Waitress)»"
- Фредди Меркьюри — вокал на «Heaven for Everyone» и «Feel The Force» (не подписан)
- Джон Дикон — бас-гитара на некоторых песнях (не подписан)